# Andst Stationsby
 Andst Stationsby er en bebyggelse 1,5 kilometer syd for Store Andst, i Andst Sogn, Vejen Kommune. Bebyggelsen tilhører Region Syddanmark
Andst Stationsby ligger ved Lunderskov-Esbjerg-banen mellem Lunderskov og Vejen.
I bebyggelsen ligger den gamle stationsbygning, som i dag bruges som privatbolig. I Andst Stationsby ligger det meste af sognets industri.
For mange år siden lå der også en skole i bebyggelsen, men den lukkede, og eleverne blev flyttet til Andst Skole.
55°28′13″N 9°14′21″Ø / 55.4703°N 9.2393°Ø